# New Jersey
New Jersey is een staat van de Verenigde Staten. De standaardafkorting voor New Jersey is NJ. De hoofdstad is Trenton. Met een inwonertal van circa 8,9 miljoen op een oppervlakte van 22.000 km² is New Jersey de dichtstbevolkte staat van de Verenigde Staten.
In de 18e eeuw kreeg New Jersey vanwege zijn vruchtbare grond, ingesloten tussen New York en Philadelphia, de bijnaam "Garden State" ("Tuinstaat"), maar het werd later een van de meest geïndustrialiseerde staten.

## Geschiedenis
New Jersey is ontstaan uit de Zweedse kolonie Nieuw-Zweden, aan de monding van de Delaware in het zuidwesten van het huidige New Jersey. De bevolking hiervan was klein en bestond naast Zweden vooral uit Finnen. Na ongeveer 17 jaar in Zweeds bezit te zijn geweest, werd het gebied in 1655 veroverd door Nederlanders uit de noordelijker gelegen kolonie Nieuw-Nederland. In 1643 voerden Nederlandse kolonisten, op bevel van gouverneur Willem Kieft van Nieuw-Nederland, in Pavonia (nu Jersey City) een slachtpartij uit op indianen, waarbij er 120 werden gedood, waaronder vrouwen en kinderen. Deze aanval maakte deel uit van de Oorlog van Kieft (1643-1645).
New Jersey begon op 12 maart 1664 als privékolonie van de Britten Sir George Carteret en Lord Berkeley. Zij hadden het gebied gekregen van James, de hertog van York, de latere koning Jacobus II. Het vormde een gedeelte van een stuk land dat James had gekregen van zijn broer, de toenmalige koning Karel II. In de eerste tien jaar vestigden er zich vooral kolonisten uit New England. Op 18 maart 1673 verkocht Berkeley zijn helft, het westen, aan een groep Engelse Quakers, die zich daarop bij de rivier Delaware vestigden. Tussen 1674 en 1702 bestond New Jersey uit twee provincies: West Jersey en East Jersey.

### Amerikaanse revolutie

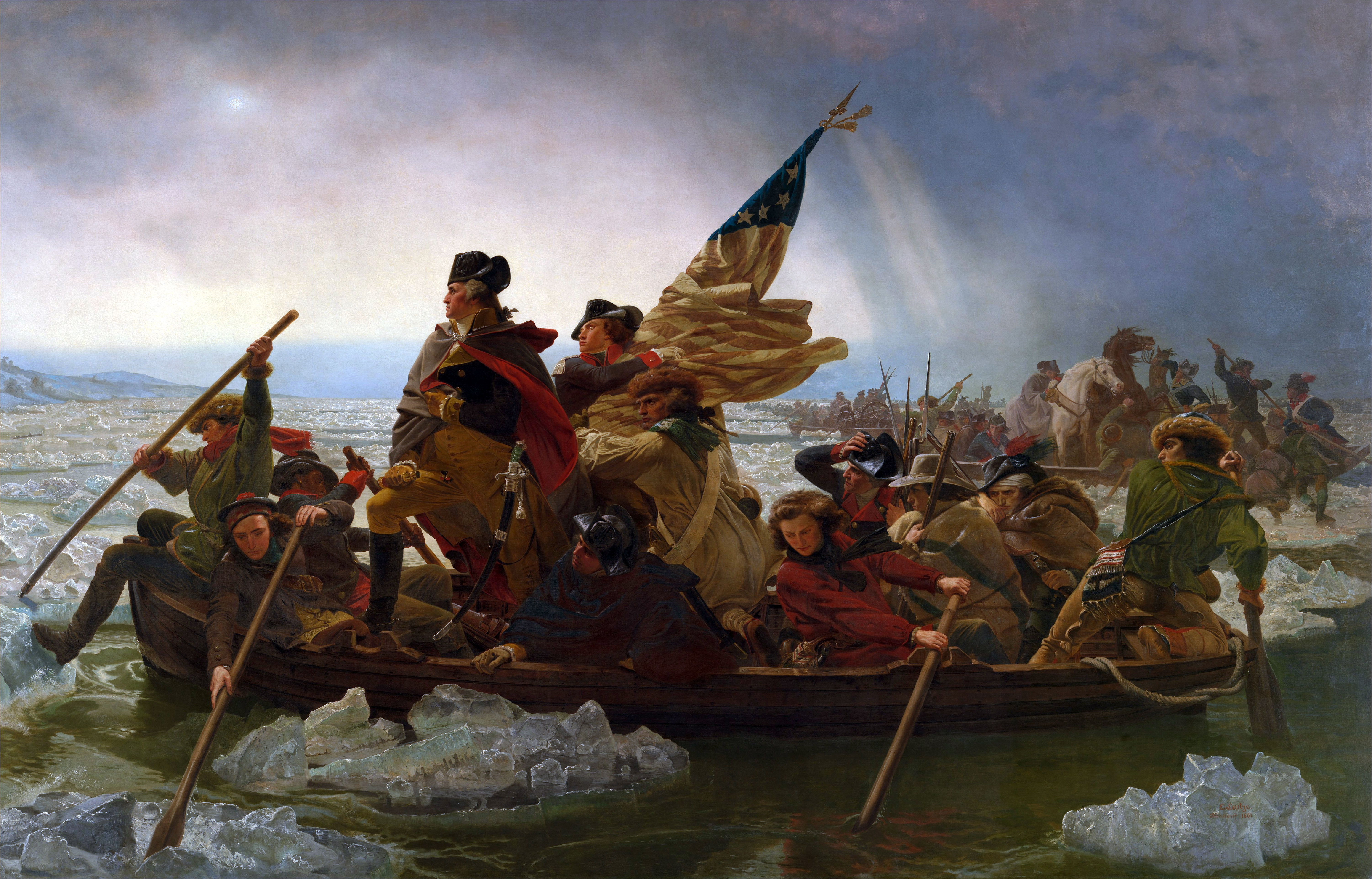
Washington steekt de Delaware over, 1776. Schilderij van Leutze

New Jersey was een van de dertien koloniën die in opstand kwamen tegen de Britse overheersing. Bij Trenton en Princeton vonden eind december 1776 en begin januari 1777 belangrijke veldslagen plaats, waarna de Britten zich uit de staat moesten terugtrekken. Vooral de slag bij Trenton is episch te noemen. George Washington roeide met zijn troepen op kerstavond bij slecht weer de rivier de Delaware over en wist zo de slapende Britse troepen in Trenton te overvallen. Op 18 december 1787 werd New Jersey, als 3e, formeel een staat van de Verenigde Staten.

### 19e en 20e eeuw
New Jersey schafte de slavernij af op 15 februari 1804, als laatste van de noordelijke staten. Tijdens de Amerikaanse Burgeroorlog (1861-1865) koos de staat de kant van het noorden. 
In 1876 vestigde de uitvinder Thomas Edison zijn laboratorium in Menlo Park. Hij zou hier vele uitvindingen doen, zoals de gloeilamp, de filmcamera en de fonograaf. In 1893 startte hij een filmstudio. Dit was een kamer op een draaistel dat hij zo kon positioneren dat er altijd een maximum aan zonlicht naar binnen viel. In datzelfde jaar liet hij vlakbij in Milltown de film The Great Train Robbery opnemen, een mijlpaal in de Amerikaanse filmgeschiedenis. Fort Lee was het centrum van de Amerikaanse cinema totdat de filmindustrie in de jaren 1910 naar Hollywood vertrok vanwege het betere daglicht.
Eind 19e eeuw werd Atlantic City een geliefde bestemming voor toeristen en dagjesmensen. De beroemde promenade, de Atlantic City Boardwalk, werd aangelegd waar men kon flaneren. Tijdens de drooglegging van 1920-1933 beleefde de stad haar hoogtepunt. Enoch L. Johnson, die niet alleen sheriff was maar ook eigenaar van illegale drink- en gokgelegenheden en bordelen, liet zich makkelijk omkopen waardoor in de stad alles kon wat elders verboden was. Hierna ging het bergafwaarts met de stad. Vanaf 1976 werd gestart met de bouw van grote casino's en kroop de stad weer uit het dal.
Van 1892 tot 1954 was Ellis Island, behorend tot de haven van New York maar gelegen in New Jersey, de belangrijkste locatie waar Europese immigranten het land binnenkwamen. Velen vestigden zich in New Jersey met als gevolg dat een diverse bevolking ontstond.

## Geografie
De staat New Jersey beslaat 22.608 km², waarvan 19.231 km² land. Het hoogste punt (550 m) bevindt zich in het uiterste noorden van de staat. Van noord naar zuid is de totale lengte 267 km. Het breedste punt van oost naar west is 199 km breed.
New Jersey ligt aan de Atlantische Oceaan. Het grenst in het noorden aan de staat New York en in het westen aan Pennsylvania en Delaware. De gehele westgrens wordt gevormd door de rivier de Delaware. De staat behoort tot de Eastern-tijdzone.
De belangrijkste agglomeratie is het noordoostelijke Newark, dat feitelijk een geheel vormt met de stad New York. In het westen zijn diverse plaatsen vergroeid met het aan de overkant van de Delaware, in Pennsylvania gelegen Philadelphia. Andere grote plaatsen in New Jersey zijn hoofdstad Trenton en gokstad Atlantic City.

## Demografie en economie
In 2000 telde New Jersey 8.414.350 inwoners. Dit komt neer op 372 inwoners per km², waarmee het de dichtstbevolkte staat is. Ook heeft het het hoogste percentage inwoners dat in stedelijk gebied woont. De staat heeft het op een na het hoogste percentage Joden, het op een na hoogste percentage moslims en het op twee na hoogste percentage Italianen.
Ook al is de staat sterk verstedelijkt, de landbouw en veeteelt spelen nog steeds een grote rol. De staat is bekend om zijn cranberries, bosbessen en tomaten, die grootschalig worden verbouwd voor de Campbell's conservenfabriek. Ook zijn er paardenfokkerijen. Atlantic City was tot voor kort de enige plek in het noordoosten van de Verenigde Staten waar legaal gegokt kon worden.
Het brutoproduct van de staat bedroeg in 1999 332 miljard dollar. New Jersey is de staat met het hoogste inkomen per inwoner. Nabij Trenton bevindt zich de beroemde Princeton University. De grootste universiteit van New Jersey is de eveneens hoog aangeschreven Rutgers University. New Jersey is de thuisbasis en herbergt het hoofdkwartier van een aantal farmareuzen, waaronder Johnson & Johnson, BMS en MSD (Merck Sharp & Dohme), en een van de twee hoofdzetels van Teva Pharmaceutical Industries. De Port Newark–Elizabeth Marine Terminal is een van de drie grootste containerhavens van de Verenigde Staten en een belangrijke component van de haven van New York en New Jersey. De haven ligt vlak bij de Newark Liberty International Airport, de grootste luchthaven van de staat en een van de drie grote luchthavens die de metropool New York bedienen.  Zowel de haven als de luchthaven zijn eigendom van de Port Authority of New York and New Jersey.

## Bestuurlijke indeling
New Jersey is onderverdeeld in 21 county's.

## Politiek

### Overheid
Aan het hoofd van de uitvoerende macht van de staat staat een gouverneur, die direct gekozen wordt door de kiesgerechtigden in de staat. In november 2017 werd Phil Murphy van de Democratische Partij verkozen tot gouverneur van de staat New Jersey. Hij volgde op 16 januari 2018 de Republikein Chris Christie op.
De wetgevende macht van de staat (New Jersey Legislature) bestaat uit het Algemene Vergadering van New Jersey (New Jersey General Assembly) met 80 leden en de Senaat van New Jersey (New Jersey Senate) met 40 leden. Beide kamers hebben een ruime Democratische meerderheid.
| New Jersey General Assembly (2018) De 80 zetels zijn als volgt verdeeld: | New Jersey Senate (2018) De 40 zetels zijn als volgt verdeeld: |

New Jersey is een van de weinige staten die zijn vierjaarlijkse verkiezingen in oneven jaren houdt.

### Beleid
De staat is een van de meer (sociaal-)liberale in de Verenigde Staten. Sinds 1992 stemde een meerderheid telkens voor de Democratische kandidaat bij de Amerikaanse presidentsverkiezingen. Voordien was het een voornamelijk Republikeinse staat.
De staat heeft een van de striktste wapenwetgevingen in de Verenigde Staten. Daarnaast werd in 2007 een wet goedgekeurd die de doodstraf in de staat afschafte.
Sinds 2007 hebben homokoppels dezelfde rechten als gehuwde (hetero)koppels, en sinds oktober 2013, na een wet en rechtszaak geblokkeerd door de Republikeinse gouverneur Christie, kunnen ze ook trouwen.

## Cultuur
New Jersey is de enige staat (in de VS) die geen volkslied kent. Soms wordt het lied I'm From New Jersey als officieus volkslied gezien. Een veelgehoorde grap over New Jersey is dat deze staat eigenlijk geen identiteit heeft. Het ligt immers ingeklemd tussen Philadelphia en New York en de grote bevolkingscentra zijn onderdeel van agglomeraties van deze steden. Een andere grap is dat er alleen industrie te vinden is. Dit beeld is ontstaan doordat de mensen die de staat doorkruisen via de snelweg, de New Jersey Turnpike, vooral fabrieken zien.
In New Jersey zijn vele uitvindingen gedaan, o.a. de gloeilamp, filmcamera, ritssluiting, transistor, FM-radio, lithiumbatterijen, het luchtschip en de ijscohoorn. De staat wordt ook wel de Diner capital genoemd omdat de staat meer diners heeft dan elke andere staat. In New Jersey zijn dan ook de nodige fabrikanten van diner-inrichtingen te vinden. Verschillende staten claimen dat ze de Submarine Sandwich hebben bedacht, zo ook New Jersey.
In de Amerikaanse versie van het spel Monopoly liggen de straten allemaal in en rond Atlantic City. De duurste straat is Boardwalk.